# Secret Place (Worship Sessions Volume 3)
Secret Place (Worship Sessions Volume 3) è l'undicesimo album in studio del cantautore statunitense Neal Morse, pubblicato il 5 luglio 2008 dalla Radiant Records.

## Tracce
Testi e musiche di Neal Morse, eccetto dove indicato.
1. Alleluia – 4:27
2. It's My Desire – 5:18 (Kelly Garner)
3. Room at the Cross – 3:18
4. May the Words – 5:32 (Tim Hughs, Rob Hill)
5. Mercy Endures – 5:54 (Darlene Zschech)
6. Jailbreak – 3:56
7. Angel of the Lord – 4:48 (Miriam Webster)
8. I Surrender All – 7:10
9. After the Rain – 4:43
10. Secret Place (Have Your Way) – 5:18 (Darlene Zschech)
11. Bless the Name of God – 4:23
12. The Lord Is on My Side – 5:25

## Formazione
- Neal Morse – tastiera, chitarra, basso, voce, cori, batteria (tracce 11 e 12)
- April Zachary – cori
- Debbie Bresee – cori
- Julie Harrison – cori
- Kelly Hoy – cori
- Michael Jackson – cori
- Scott Williamson – batteria (tracce 1-10)
- Julie Harrison – voce principale (tracce 2, 4 e 10)
- Mark Leniger – sassofono (traccia 2)
- Will Morse – voce principale (traccia 7)
- Jayda Morse – voce principale (traccia 7)

Produzione
- Neal Morse – produzione
- Jerry Guidroz – ingegneria del suono